# Portia zhaoi
Portia zhaoi là một loài nhện trong họ Salticidae.
Loài này thuộc chi Portia. Portia zhaoi được Peng, Li & Jun Chen miêu tả năm 2003.